# Tonight (canción de Alice Chater)
Tonight es una canción de la cantante inglesa Alice Chater, que fue lanzada como sencillo el 2 de agosto de 2019 bajo el sello Virgin y Capitol Records.

## Antecedentes y grabación
En una entrevista a Pop Crave, Chater contó que la canción trata sobre enamorarse en una fiesta.

## Video musical
El video musical se estrenó el 3 de agosto de 2019 y fue dirigido por Favourite Color Black. El video tiene una estética de colores pastel en donde Chater realiza coreografías en una mansión embrujada, junto a sus bailarines. Actualmente el video tiene más de 1 millón de visitas en YouTube.

## Créditos y personal
Créditos adaptados de Genius.
- Alice Chater - vocales

- Martin Terefe - composición y producción

- Oscar Windberg - composición

- Mark Ralph - producción

- Tom Ad Fuller - composición y e ingeniería de sonido

- Stuart Hawkes & Drew Smith - remezclas adicionales